# Нисипи (Валча)
Нисипи (рум. Nisipi) насеље је у Румунији у округу Валча у општини Фартацешти. Oпштина се налази на надморској висини од 237 m.

## Становништво
Према подацима из 2002. године у насељу је живело 87 становника, од којих су сви румунске националности.